# Karlsbergborgen
Karlsbergborgen (tjekkisk: Kašperk) er en middelalderborg i det sydvestlige Bøhmen i det nuværende Tjekkiet. Borgen anses at være den højst beliggende borg i Bøhmen med en beliggenhed 886 meter over havets overflade. Borgen har siden 1616 tilhørt byen Kašperské Hory.
Karlsbergborgen blev grundlagt i 1356 af Den Hellige Romerske Kejser og Konge af Bøhmen Karl 4. for at beskytte de tjekkiske grænser.

## Galleri
- Borgen udefra
- Borggården
- Indenfor borgen.
- Indenfor borgen.

## Eksterne links
- Officielt website

- Wikimedia Commons har flere filer relateret til Karlsbergborgen

49°09′58″N 13°33′50″Ø / 49.16611°N 13.56389°Ø